# ラス・フルチャー
ラッセル・マーク・フルチャー(Russell Mark Fulcher, 1962年3月9日 - )は、アメリカ合衆国の政治家、実業家。所属政党は共和党。愛称のラス・フルチャー(Russ Fulcher)とも呼ばれる。
ボイシ州立大学を卒業後、アイダホ州上院議員。2018年にアイダホ州知事選挙に出馬し、予備選で現職のブッチ・オッターに敗れた。2019年から連邦下院議員(アイダホ州1区)を務めている。

## 経歴
1962年5月9日、フルチャーはアイダホ州エイダ郡ボイシに生まれた。ボイシ州立大学に入学し、1984年に学士（経営学）、1988年に経営学修士をそれぞれ取得した。在学中に学んだ電子工学を活かし、電子部品製造メーカーのマイクロン・テクノロジやプレコで20年以上にわたって勤めあげ、2005年からアイダホ州上院議員に就任した。
2013年11月23日、フルチャーは2014年の州知事選挙に立候補し、共和党現職知事のブッチ・オッターと予備選で争うことを宣言。ラウル・ラブラドール下院議員から支持を受けたが、予備選では得票率43.6%にとどまり、オッターに敗れた。
2016年8月24日、州知事選に出馬を表明。2017年6月15日、州知事選挙から撤退し、アイダホ州第1選挙区から連邦下院議員選挙への立候補することをYouTube上で発表した。フルチャーは、同年の州知事選挙への出馬を表明していた前任のラウル・ラブラドール下院議員とテッド・クルーズ上院議員(テキサス州選出)から推薦を受け、予備選を43.1%の得票率で突破し、本選挙では得票率62.8%で当選を果たした。2020年選挙でも、67.8%の得票率で再選を果たしている。

## 暴行疑惑
2021年2月17日、ハフィントンポストの記者マット・フラーは、フルチャーの暴行事件について合衆国議会警察から質問を受けたと発言した。フラーはツイートで、フルチャーが1月12日の夜に議場外で金属探知機による検査を受けた後、非常に荒々しく(very agressively)女性警備員を払い除けていたと証言。そのことについて合衆国議会警察がフラーを調査しているのだろうと推測した。このフラーのツイートを発端に、フルチャーが議会警察から捜査を受けているとの報道がなされたが、フルチャーの事務所は捜査を否定した。その後、2月25日に議会警察トップのサリー・ウッドは捜査を公式に否定している。